# Andy Bell (Sänger)

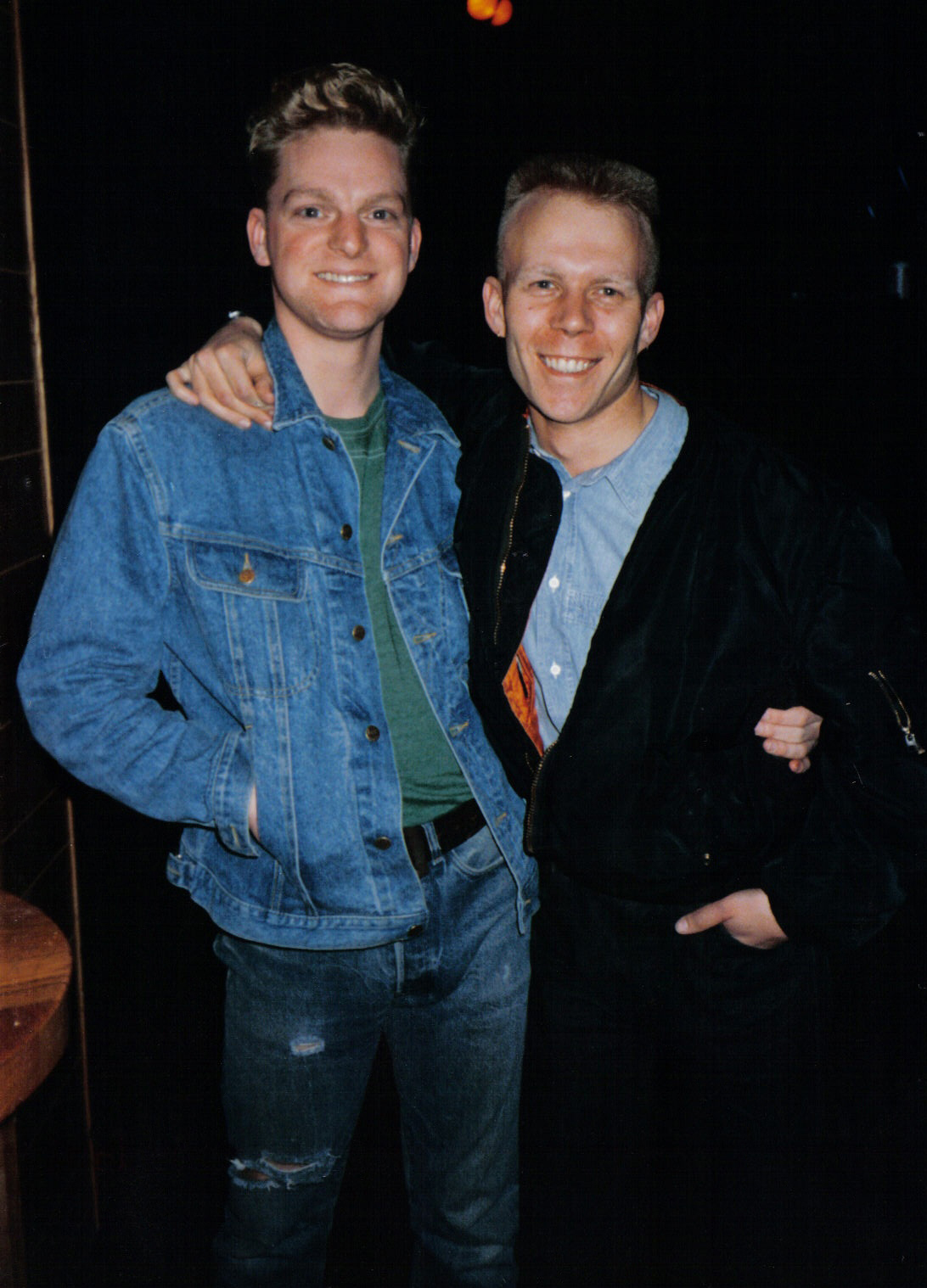
Andy Bell und Vince Clarke (1986)

Andrew „Andy“ Ivan Bell (* 25. April 1964 in Peterborough, England) ist ein britischer Pop-Sänger. Gemeinsam mit Vince Clarke bildet er das Duo Erasure.

## Leben
Bell wuchs als ältestes von sechs Geschwistern in seiner Geburtsstadt Peterborough auf. Er begann seine Gesangskarriere nach eigenen Aussagen im Kirchenchor. Zeitweilig arbeitete er in einer Fabrik als Fleischpacker. 1985 war er mit Pierre Cope Mitglied des Projekts Dinger, das die Single Air of Mystery aufnahm. Im März 1985 antwortete er auf eine Annonce, mit der Vince Clarke einen Sänger für ein neues Musikprojekt suchte. Bell war beim Vorsingen der 43. Teilnehmer und erhielt den Zuschlag. Seither arbeiten Clarke und Bell zusammen.
Bell spricht seit seiner Schulzeit Deutsch, nachdem er damals zwischen Latein und Deutsch wählen konnte. Er entschied sich für Deutsch, da er keine tote Sprache lernen wollte. Bell wohnte später einige Jahre in Berlin und konnte dort seine deutschen Sprachkenntnisse vertiefen.
1985 outete sich Bell als homosexuell. In dieser Entscheidung, die auch seine Bühnenperformances beeinflusste, fühlte er sich durch Vorbilder wie Jimmy Somerville bestärkt. Er war in einer langjährigen Beziehung mit seinem Manager Paul Hickey († 2012). Am 14. Dezember 2004 gab Bell bekannt, dass er HIV-positiv sei und dies bereits seit 1998 wisse. 2010 lernte er den in Florida lebenden Nachtclubbesitzer Stephen (Steve) Moss kennen. Sie heirateten 2013 in Haringey.
Bell lebt abwechselnd in London und Miami.

## Soloprojekte
1991 übernahm Bell in der Oper The Fall of the House of Usher von Peter Hammill die Rolle des Montresor. Im Oktober 2005 veröffentlichte er sein erstes Soloalbum Electric Blue. Auf dem Album sind drei Duette mit Claudia Brücken von Propaganda und Jake Shears von Scissor Sisters enthalten. 2010 folgte Bells zweites Soloalbum Non Stop.
2014 veröffentlichte Bell Torsten the Bareback Saint, sein erstes Konzeptalbum rund um „Torsten“, eine als polysexuell und semi-unsterblich beschriebene Figur, die ihre Liebhaber und Freunde immer wieder überlebt. Die zugehörige Ein-Mann-Musical-Show präsentierte Bell im gleichen Jahr auf dem Edinburgh Festival Fringe. Dieses Projekt realisierte er zusammen mit dem Bühnenautor Barney Ashton und dem Komponisten Christopher Frost. Es folgten die Fortsetzungsalben/Shows Torsten the Beautiful Libertine (2016) und Torsten in Queereteria (2019), aufgeführt im Above The Stag Theatre in London, sowie zwei Remixalben.
Für Mai 2025 wurde das Album Ten Crowns angekündigt.

## Soziales Engagement
Bell ist in der Tierrechtsorganisation PETA aktiv. Dafür nahm er 1991 zusammen mit Lene Lovich das Lied Rage auf. Die Einnahmen spendeten sie ausschließlich PETA. Auch unterstützte Bell verschiedene AIDS-Hilfen in Großbritannien. Zudem engagiert er sich in der Schwulenbewegung und kämpfte dabei unter anderem gegen die frühere, schwulenfeindliche Gesetzgebung in seiner britischen Heimat.

## Diskografie

### Alben
- 2005: Electric Blue
- 2010: Non Stop
- 2014: Torsten the Bareback Saint
- 2015: Variance – The „Torsten the Bareback Saint“ Remixes
- 2016: Torsten the Beautiful Libertine
- 2016: Variance II – The „Torsten the Beautiful Libertine“ Remixes
- 2019: Torsten in Queereteria
- 2025: Ten Crowns

### Singles
- 1985 nahm Bell mit Pierre Cope unter dem Namen Dinger die Single Air of Mystery auf. Diese Single vom Label Face Value Records wurde nie offiziell veröffentlicht und gilt als Rarität unter Sammlern.
- 2005: Crazy
- 2006: I’ll Never Fall In Love Again
- 2010: Running Out – ursprünglich unter dem Künstlernamen Mimó veröffentlicht[5]
- 2010: Will You Be There – ursprünglich unter dem Künstlernamen Mimó veröffentlicht[6]
- 2010: Non Stop
- 2013: Breathing Love CD Part 1 & CD Part 2 mit Isaac Junkie
- 2014: Aftermath (Here We Go) (mit Dave Aude) – U.S. Dance No. 1
- 2014: Beautiful (mit Shelter)
- 2014: I Don’t Like
- 2014: Friend (mit Shelter)
- 2014: Fountain of Youth
- 2015: Weston-Super-Mare
- 2016: True Original (mit Dave Aude)
- 2016: My Precious One
- 2016: Queercore (Matt Pop Remix)
- 2016: We Were Singing Along to Liza (Shelter Remix)
- 2017: Runaway (mit Dave Aude)
- 2023: Summer Night City (mit Claire Richards)
- 2025: Don’t Cha Know
- 2025: Heart's a Liar (mit Debbie Harry)